# Gschaidt (Gemeinde Hochneukirchen-Gschaidt)
Gschaidt (historisch auch March) ist eine Ortschaft und eine Katastralgemeinde der Gemeinde Hochneukirchen-Gschaidt im Bezirk Wiener Neustadt-Land in Niederösterreich.

## Geografie
Das Dorf liegt südlich über dem Hochneukirchenbach auf einem Höhenzug und ist über die Landesstraße L146 erreichbar. Westlich befindet sich der Luckerbauerriegel (789 m ü. A.) und im Osten erhebt sich der Kagerriegel (827 m ü. A.) über den Ort. Zur Ortschaft zählt auch die Lage Pucher im Süden.

## Geschichte
Zahlreiche Funde deuten auf eine frühe Besiedelung des Gebietes hin: Auf der Züggenhöh fand man steinzeitliche Steinhämmer und bei Harmannsdorf fand man eine Lappenaxt sowie eine Bronzenadel aus der Bronzezeit. Weiters befinden sich in Offenegg, Züggen und Züggenhöh einige Hügelgräber aus keltisch-römischer Zeit und in Kirchschlagl wurde ein Topf mit rund 300 römischen Denaren aus den Jahren 198–250 n. Chr. aufgefunden.
Der Ort, der früher auch March hieß, erscheint erstmals 1316 in Urkunden auf. Die Namen Gschaidt und March verweisen auf einen Grenzgebiet im Zusammenhang mit einer Wasserscheide und beschreiben damit die Funktion des Ortes an der Grenze. Im Jahr 1468 wurde in Gschaidt die Kapelle St. Magdalena als Filialkirche der Pfarre Zöbern, errichtet. Das Amt Gschaidt unterstand lange Zeit der Herrschaft Ziegersberg und wurde im Jahr 1854 zur eigenständigen Ortsgemeinde.
Laut Adressbuch von Österreich waren im Jahr 1938 in der Ortsgemeinde Gschaidt zwei Fleischer, zwei Gastwirte, zwei Gemischtwarenhändler, zwei Schmiede, drei Schuster, ein Tischler, zwei Viehhändler, ein Zimmermeister und mehrere Landwirte ansässig.

## Öffentliche Einrichtungen
In Gschaidt befindet sich ein Kindergarten.